# Aleksandr Gorbatow
Aleksandr Wasiljewicz Gorbatow (ros. Александр Васильевич Горбатов, ur. 25 lutego?/9 marca 1891 we wsi Pachotino w guberni włodzimierskiej, zm. 7 grudnia 1973 w Moskwie) – radziecki dowódca wojskowy, generał armii (1955), Bohater Związku Radzieckiego (1945).

## Życiorys
Syn chłopa. Absolwent kawaleryjskich kursów dowódczych (1926) i kursów doskonalących wyższej kadry dowódczej (1930). 
Uczestnik I wojny światowej, podoficer kawalerii. W 1919 roku wstąpił do RKP(b) i Armii Czerwonej. 
Uczestnik wojny domowej, dowódca pułku kawalerii i od sierpnia 1920 do 1921 Baszkirskiej Samodzielnej Brygady Kawalerii, która walczyła m.in. przeciwko Polsce.  
W 1937 roku dowodził dywizją w Kijowskim Okręgu Wojskowym jako kombrig, następnie był zastępcą dowódcy 6 Korpusu Kawalerii. W czasie 'wielkiej czystki" został w październiku 1938 aresztowany przez NKWD. W trakcie śledztwa stosowano wobec niego „metody nacisku fizycznego”, czyli tortury. 8 maja 1939 skazany na 15 lat łagru i wysłany do kompleksu obozów Kołymy Gułagu. Uwolniony "po ponownym rozpoznaniu sprawy" 5 marca 1941 przywrócony do służby wojskowej. W kwietniu 1941 powierzono mu funkcję zastępcy dowódcy 25 Korpusu Strzeleckiego w Stalino, którą pełnił w chwili ataku Niemiec na ZSRR.
Od października 1941 dowodził 226 Dywizją Strzelecką. Od czerwca do października 1942 był inspektorem kawalerii Południowo-zachodniego (stalingradzkiego) frontu. Od października 1942 był zastępcą dowódcy 24 Armii. Od kwietnia do czerwca 1943 był dowódcą 2 Korpusu Strzeleckiego, a od czerwca 1943 roku do końca wojny – 3 Armii.
Od czerwca 1945 roku był komendantem Berlina. Po wojnie na stanowiskach dowódczych. W latach 1946–1962 poseł do Rady Najwyższej ZSRR. W latach 1950–1954 dowódca wojsk powietrznodesantowych. W 1952-1961 kandydat na członka Komitetu Centralnego KPZR. W latach 1954–1958 dowódca Bałtyckiego Okręgu Wojskowego. Od 1958 w Grupie Generalnych Inspektorów Ministerstwa Obrony ZSRR. 
Został pochowany na Cmentarzu Nowodziewiczym.
Autor wspomnień Gody i wojny (Moskwa, 1965, wydanie 2 - 1989). W czasie „odwilży” w „Nowym Świecie”, jako jedyny z wysokich rangą wojskowych, którzy przeżyli uwięzienie w łagdze, opublikował wspomnienia z życia w obozach.

## Awanse
- Kombrig (26 listopada 1935)
- Generał major (25 grudnia 1941)
- Generał porucznik (28 kwietnia 1943)
- Generał pułkownik (29 czerwca 1944)
- Generał armii (8 sierpnia 1955)

## Odznaczenia
- Złota Gwiazda Bohatera Związku Radzieckiego (10 kwietnia 1945)
- Order Lenina (trzykrotnie - 3 czerwca 1944, 21 lutego 1945 i 10 kwietnia 1945)
- Order Rewolucji Październikowej (25 marca 1971)
- Order Czerwonego Sztandaru (czterokrotnie – 1921, 27 marca 1942, 3 listopada 1944 i 15 listopada 1950)
- Order Suworowa I klasy (dwukrotnie – 22 września 1943 i 29 maja 1945)
- Order Kutuzowa I klasy (23 lipca 1944)
- Order Suworowa II klasy (27 sierpnia 1943)
- Order Kutuzowa II klasy (8 lutego 1943)
- Order Czerwonej Gwiazdy (dwukrotnie – 16 sierpnia 1936 i 21 marca 1961)
- Komandoria Legii Zasługi (Stany Zjednoczone, 1945)
- Krzyż Komandorski Orderu Virtuti Militari (Polska)